# Список премьер-министров Эсватини
Список премьер-министров Эсватини включает лиц, возглавлявших правительство страны с момента преобразования британского протектората Свазиленда в королевство в 1967 году.
В настоящее время правительство страны возглавляет Премьер-министр (англ. Prime Minister), чьё положение в системе государственной власти определяет конституция, обнародованная в 2005 году. Посвящённые исполнительной власти статьи 64—78 устанавливают, что премьер-министра назначает король и поручает ему сформировать состав правительства. Премьер-министр председательствует на заседаниях Кабинета министров, координирует и контролирует его деятельность, распределяет полномочия между членами правительства, следит за функционированием государственных служб, подписывает постановления и приступает к их исполнению.
Использованная в первом столбце таблиц нумерация является условной; также условным является использование в первом столбце цветовой заливки, служащей для упрощения восприятия принадлежности лиц к различным политическим силам без необходимости обращения к столбцу, отражающему партийную принадлежность. Наряду с партийной принадлежностью, в столбце «Партия» также отражён беспартийный статус персоналий. В столбце «Выборы» отражены состоявшиеся выборные процедуры, сформировавшие состав парламента, утвердившего состав правительства или поддержавшего его. Для удобства список дополнен разделом «Обзор», призванным пояснить особенности политической жизни страны.

## Обзор
25 апреля 1967 года в британском протекторате Свазиленд вступил в силу основной закон, в соответствии с которым страна объявлялась конституционной монархией — Королевством Свазиленд (англ. Kingdom of Swaziland). 16 мая король Собуза II назначил премьер-министром своего старшего сына принца Макосини Джахесо Дламини, представлявшего победившее на выборах 1967 года Национальное движение Инбокодво. 6 сентября 1968 года провозглашена государственная независимость Свазиленда. В апреле 1973 года Собуза II приостановил действие конституции, распустил парламент, запретил деятельность политических партий и сосредоточил всю власть в своих руках. После смерти короля в 1982 году действие конституции было частично восстановлено. В 1986 году состоялась коронация нового короля — Мсвати III. В июне 2005 года была принята конституция, расширившая полномочия монарха и фактически установившая в Свазиленде абсолютную монархию. 19 апреля 2018 года Мсвати III объявил о переименовании страны в Королевство Эсватини (англ. Kingdom of Eswatini, со свати — «земля свази»).

## Список
|            | Портрет         | Имя (годы жизни)                                                                            | Полномочия       | Полномочия   | Партия                          | Выборы          | Пр.    |
| Начало     | Портрет         | Имя (годы жизни)                                                                            | Окончание        |              | Партия                          | Выборы          | Пр.    |
| ---------- | --------------- | ------------------------------------------------------------------------------------------- | ---------------- | ------------ | ------------------------------- | --------------- | ------ |
| 1 (I—II)   |                 | Макосини Джахесо Дламини (1914—1978) свати и англ. Makhosini Jaheso Dlamini                 | 16 мая 1967      | 1 июня 1972  | Национальное движение Инбокодво | 1967            | [ 3 ]  |
|            | 1 июня 1972     | Макосини Джахесо Дламини (1914—1978) свати и англ. Makhosini Jaheso Dlamini                 | 17 марта 1976    | беспартийный | 1972                            |                 | [ 3 ]  |
| 2 (I—II)   |                 | Мафеву Гарри Дламини (1922—1979) свати и англ. Maphevu Harry Dlamini                        | 17 марта 1976    | беспартийный | 1972                            | 19 января 1979  | [ 4 ]  |
| 2 (I—II)   | 19 января 1979  | Мафеву Гарри Дламини (1922—1979) свати и англ. Maphevu Harry Dlamini                        | 25 октября 1979  | беспартийный | 1978                            |                 | [ 4 ]  |
| и. о.      |                 | Бенджамин Мшамндане Нсибандзе (1931—2021) свати и англ. Benjamin Mshamndane Nsibandze       | 25 октября 1979  | беспартийный | 1978                            | 23 ноября 1979  | [ 4 ]  |
| 3          |                 | Мабандла Ндавомбили Фред Дламини (1930—2025) свати и англ. Mabandla Ndawombili Fred Dlamini | 23 ноября 1979   | беспартийный | 1978                            | 25 марта 1983   | [ 4 ]  |
| 4 (I—II)   |                 | Бхекимпи Алфеус Дламини (1924—1999) свати и англ. Bhekimpi Alpheus Dlamini                  | 25 марта 1983    | беспартийный | 1978                            | 20 ноября 1983  | [ 5 ]  |
| 4 (I—II)   | 20 ноября 1983  | Бхекимпи Алфеус Дламини (1924—1999) свати и англ. Bhekimpi Alpheus Dlamini                  | 6 октября 1986   | беспартийный | 1983                            |                 | [ 5 ]  |
| 5 (I—II)   |                 | Сотша Эрнест Дламини (1940—2017) свати и англ. Sotsha Ernest Dlamini                        | 6 октября 1986   | беспартийный | 1983                            | 30 ноября 1987  | [ 4 ]  |
| 5 (I—II)   | 30 ноября 1987  | Сотша Эрнест Дламини (1940—2017) свати и англ. Sotsha Ernest Dlamini                        | 12 июля 1989     | беспартийный | 1987                            |                 | [ 4 ]  |
| и. о.      |                 | Обед Мфанйана Дламини (1937—2017) свати и англ. Obed Mfanyana Dlamini                       | 12 июля 1989     | беспартийный | 1987                            | 18 июля 1989    | [ 6 ]  |
| 6          | 18 июля 1989    | Обед Мфанйана Дламини (1937—2017) свати и англ. Obed Mfanyana Dlamini                       | 25 октября 1993  | беспартийный | 1987                            |                 | [ 6 ]  |
| и. о.      |                 | Андреас Факудзе (?—2001) свати и англ. Andreas Fakudze                                      | 25 октября 1993  | беспартийный | 1987                            | 4 ноября 1993   | [ 7 ]  |
| 7          |                 | Джеймсон Мбилини Дламини (1932—2008) свати и англ. Jameson Mbilini Dlamini                  | 4 ноября 1993    | беспартийный | 8 мая 1996                      | 1993            | [ 7 ]  |
| и. о.      |                 | Симон Сишайи Нксумало (1936—2000) свати и англ. Simon Sishayi Nxumalo                       | 8 мая 1996       | беспартийный | 26 июля 1996                    | 1993            | [ 8 ]  |
| 8 (I—II)   |                 | Барнабас Сибусисо Дламини (1942—2018) свати и англ. Barnabas Sibusiso Dlamini               | 26 июля 1996     | беспартийный | 13 ноября 1998                  | 1993            | [ 9 ]  |
| 8 (I—II)   | 13 ноября 1998  | Барнабас Сибусисо Дламини (1942—2018) свати и англ. Barnabas Sibusiso Dlamini               | 29 июля 2003     | беспартийный | 1998                            |                 | [ 9 ]  |
| и. о.      |                 | Пол Шабангу (1943—) свати и англ. Paul Shabangu                                             | 29 сентября 2003 | беспартийный | 1998                            | 26 ноября 2003  | [ 7 ]  |
| 9          |                 | Абсалом Темба Дламини (1950—) свати и англ. Absalom Themba Dlamini                          | 26 ноября 2003   | беспартийный | 18 сентября 2008                | 2003            | [ 7 ]  |
| и. о.      |                 | Бхеки Дламини (?—) свати и англ. Bheki Dlamini                                              | 18 сентября 2008 | беспартийный | 23 октября 2008                 | 2003            | [ 7 ]  |
| 8 (III—IV) |                 | Барнабас Сибусисо Дламини (1942—2018) свати и англ. Barnabas Sibusiso Dlamini               | 23 октября 2008  | беспартийный | 28 октября 2013                 | 2008            | [ 9 ]  |
| 8 (III—IV) | 28 октября 2013 | Барнабас Сибусисо Дламини (1942—2018) свати и англ. Barnabas Sibusiso Dlamini               | 5 сентября 2018  | беспартийный | 2013                            |                 | [ 9 ]  |
| и. о.      |                 | Винсент Мхланга (?—2020) свати и англ. Vincent Mhlanga                                      | 5 сентября 2018  | беспартийный | 2013                            | 29 октября 2018 | [ 10 ] |
| 10         |                 | Амброз Мандвуло Дламини (1968—2020) свати и англ. Ambrose Mandvulo Dlamini                  | 29 октября 2018  | беспартийный | 13 декабря 2020                 | 2018            | [ 11 ] |
| и. о.      |                 | Темба Нланганисо Масуку (1950—) свати и англ. Themba Nhlanganiso Masuku                     | 13 декабря 2020  | беспартийный | 19 июля 2021                    | 2018            | [ 7 ]  |
| 11         |                 | Клеопас Сифо Дламини (1952—) свати и англ. Cleopas Sipho Dlamini                            | 19 июля 2021     | беспартийный | 28 сентября 2023                | 2018            | [ 12 ] |
| и. о.      |                 | Мгвагва Гамедзе (?—) свати и англ. Mgwagwa Gamedze                                          | 28 сентября 2023 | беспартийный | 6 ноября 2023                   | 2018            | [ 13 ] |
| 12         |                 | Рассел Ммемо Дламини (1973—) свати и англ. Russell Mmemo Dlamini                            | 6 ноября 2023    | беспартийный | действующий                     | 2023            | [ 14 ] |